# Hans Davide
Hans Leonard Davide, född 4 januari 1889 i Stockholms mosaiska församling, Stockholm, död  27 februari 1958 i Hedvig Eleonora församling, Stockholm, var en svensk läkare.
Hans Davide var son till grosshandlaren Emil Davide. Han blev student 1907, medicine kandidat 1910, medicine licentiat 1917 och medicine doktor i Stockholm 1925. Davide innehade först amanuens- och underläkarförordnanden i medicin, patologi, epidemiologi och dermatovenereologi innan han kom att ägna sig åt bakteriologin. Davide blev 1918 assistent samt 1919 tillförordnad och 1924 ordinarie laborator vid Statens bakteriologiska laboratorium. 1934 blev han överläkare vid Stockholms smittvårdsnämnds bakteriologiska laboratorium. Davide blev 1925 docent i bakteriologi och epidemiologi vid Karolinska Institutet. Han inträdde 1913 i marinläkarkåren som stipendiat och blev 1938 marinläkare av första graden i reserven. Davide företog en mängd studieresor till de flesta europeiska länder men även till Mindre Asien samt Väst- och Centralafrika. Han utgav flera vetenskapliga arbeten om bakteriologiska och serologiska ämnen, bland annat encefalitens smittämne och skyddsympning mot barnförlamning. Davide var medarbetare i Nordisk familjeboks tredje upplaga.